# One Nation Under a Groove
One Nation Under a Groove, låt och musikalbum av Funkadelic släppt 1978 på Warner Bros. Records. Det här albumet anses som gruppens bästa och ett av de allra bästa funkalbum som över huvud taget har släppts. Titelspåret med sitt budskap, handklapp och dansvänliga beat är antagligen deras kändaste låt. Även om albumet är avsett att dansa till kan man lägga märke till att gitarrerna ibland påminner om hårdrock. Albumet har ett löst koncept om landet Funkadelica där funken regerar och har som främsta uppgift att motverka "ofunkighet". Albumet nådde plats #13 på billboards popalbumlista. 

## Låtar på albumet
1. "One Nation Under a Groove"  (Clinton/Morrison/Shider) - 7:28
2. "Groovallegiance"  (Clinton/Morrison/Worrell) - 7:00
3. "Who Says a Funk Band Can't Play Rock?!"  (Clinton/Hampton/Morrison) - 6:18
4. "Promentalshitbackwashpsychosis Enema Squad (The Doo Doo Chasers)"  (Brown/Clinton/Shider) - 10:45
5. "Into You"  (Clinton/Collins/Morrison) - 5:41
6. "Cholly (Funk Gettin Ready to Roll)"  (Clinton/Collins/Morrison) - 4:27
7. "Lunchmeataphobia ('Think! It Ain't Illegal Yet')"  (Clinton/Worrell) - 4:12
8. "P.E. Squad/Doo Doo Chasers"  (Brown/Clinton/Shider) - 4:18
9. "Maggot Brain", live!  (Clinton/Hazel) - 8:30